# Love Land (China)
Love Land habría sido el primer parque temático y museo al aire libre de temática sexual en China; el gobierno chino suspendió su construcción en Chongqing en mayo de 2009 y ordenó su demolición por ser vulgar y explícito. El parque debía incluir exhibiciones de genitales gigantes y cuerpos desnudos, y organizar una exposición sobre la historia de la sexualidad humana junto con talleres de técnicas sexuales. El cierre es un reflejo del conservadurismo con respecto al sexo en China.
El parque temático debía abrirse originalmente en octubre de 2009, pero fue demolido en mayo de 2009, ya que se consideró que tenía una influencia negativa en la sociedad china.
La atracción habría estado cerca de la Calle de los Extranjeros, un parque de diversiones que incluía el baño más grande del mundo, el Palacio de Porcelana, que fue purgado de todo lo que las autoridades chinas consideraban vulgar. Los carteles en la calle de los extranjeros fueron retirados por las autoridades.